# 兒玉譽士夫
兒玉譽士夫（日语：／ Kodama Yoshio；1911年2月18日—1984年1月17日），日本右翼運動家，自稱CIA特工，兼任暴力團稻川會顧問。於第二次世界大戰時在上海擔任「兒玉機關」領導人，戰後於韓戰時期在美國中央情報局掩護下致富，捐資成立自民黨，為日本戰後到1970年代黑社會領袖，在洛克希德政治獻金事件與首相田中角榮皆被求刑。

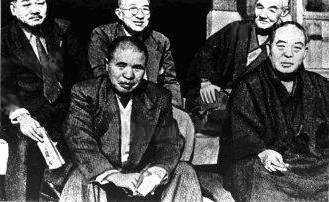
1970年代被拍到的兒玉譽士夫

## 生平

### 戰前
- 由於出生貧寒，1920年兒玉8歲時搬家投靠到朝鮮京城府親戚處，於京城商業專科學校就讀，畢業後至工廠當工人。
- 由於職業因素，初信仰社會主義，後改信軍國思想、法西斯主義，參與黑龍會教父頭山滿號召的政治活動，並與頭山三子頭山秀三結為好友。
- 1932年起在中國東北活動；數月後返日本，參與頭山秀三策劃在年度「陸軍特別大演習」時暗殺齋藤實首相，行動結果失敗被捕，判刑3年半入獄。
- 出獄後1936年與笹川良一同組國粹大眾黨(「国粋大衆党」，為日本的納粹主義政黨)。

### 戰時
- 1938年日本海軍航空本部徵召兒玉派駐上海。日本外務省情報部也委付兒玉於上海搜集戰情。在海軍的委託下1941年於上海成立兒玉機關。

### 戰後
- 1960年，「銀座之虎」鄭建永成為兒玉的親衛隊<青思會>[2]。
- 1967年7月，與另一日本黑社會領袖、國會議員笹川良一、韓國統一教教主文鮮明成立反共聯盟。

### 洛克希德政治獻金案
- 1976年2月美國參議院聽證會，揭露出美國洛克希德公司為促成日本全日航航空公司買三星式飛機，獻鉅額資金給日本右翼領袖；眾皆揣測是兒玉譽士夫。

### 住宅受襲
- 1976年3月23日，日活電影公司、29歲效忠天皇的男脫星前野光保駕駛輕航機自殺攻擊兒玉譽士夫家宅，飛機掛布條上寫「國賊」二字罵兒玉，並引燃大火；兒玉因此驚嚇，中風送醫。
- 以「逃漏稅」罪名被日本檢察官提訴。

## 荣誉

### 外国勋章奖章
- 修交勋章兴仁章（韩国，1970年9月28日[3]）

## 參见
- 全日本愛國者團體會議
- 極道